# تپه طاق سرلنگه
تپه طاق سرلنگه مربوط به دوره ساسانیان است و در شهرستان ساری، بخش چهاردانگه، دهستان چهاردانگه، روستای بالاده واقع شده و این اثر در تاریخ ۲۶ اسفند ۱۳۸۶ با شمارهٔ ثبت ۲۲۰۱۱ به‌عنوان یکی از آثار ملی ایران به ثبت رسیده است.